# Robert Calle
Pour les articles homonymes, voir Calle.
Robert Calle, dit Bob Calle, né le 1er octobre 1920 à Aigues-Vives et mort le 6 avril 2015 à Paris 14e, est un médecin cancérologue, collectionneur d'art contemporain, et ancien directeur de musée.

## Biographie
Médecin de formation, spécialisé en radiologie et cancérologie, Robert Calle arrive à Paris en 1948 à la Fondation Curie-Institut du Radium. Élève du docteur François Baclesse, il est l'un des promoteurs du traitement conservateur du sein par radiothérapie. En 1973, il devient directeur de la section médicale hospitalière de cet établissement qui est renommé Institut Curie en 1978. Il occupe ce poste jusqu'en 1985.
Bob Calle est connu du grand public pour sa passion pour l'art contemporain. Il s'est lié d'amitié avec de nombreux artistes comme César, Arman, Mimmo Rotella, Bernard Quentin, Martial Raysse, Christian Boltanski, Daniel Pommereulle ou Annette Messager. C'est à leur contact que sa fille, Sophie Calle, développera son goût pour les créations contemporaines.
Après sa retraite de l'Institut Curie, le maire de Nîmes, Jean Bousquet, lui confie, dès 1985, le projet et le développement de la collection permanente du Carré d'art. Il assure la direction de cet équipement de 1986 à juin 1993, en codirection avec Guy Tosatto à partir d'octobre 1991.
Dans les années 2000, il entreprend l'établissement du catalogue raisonné de l'œuvre de Christian Boltanski, dont il publie le premier volume en 2009 (période 1969-1974).

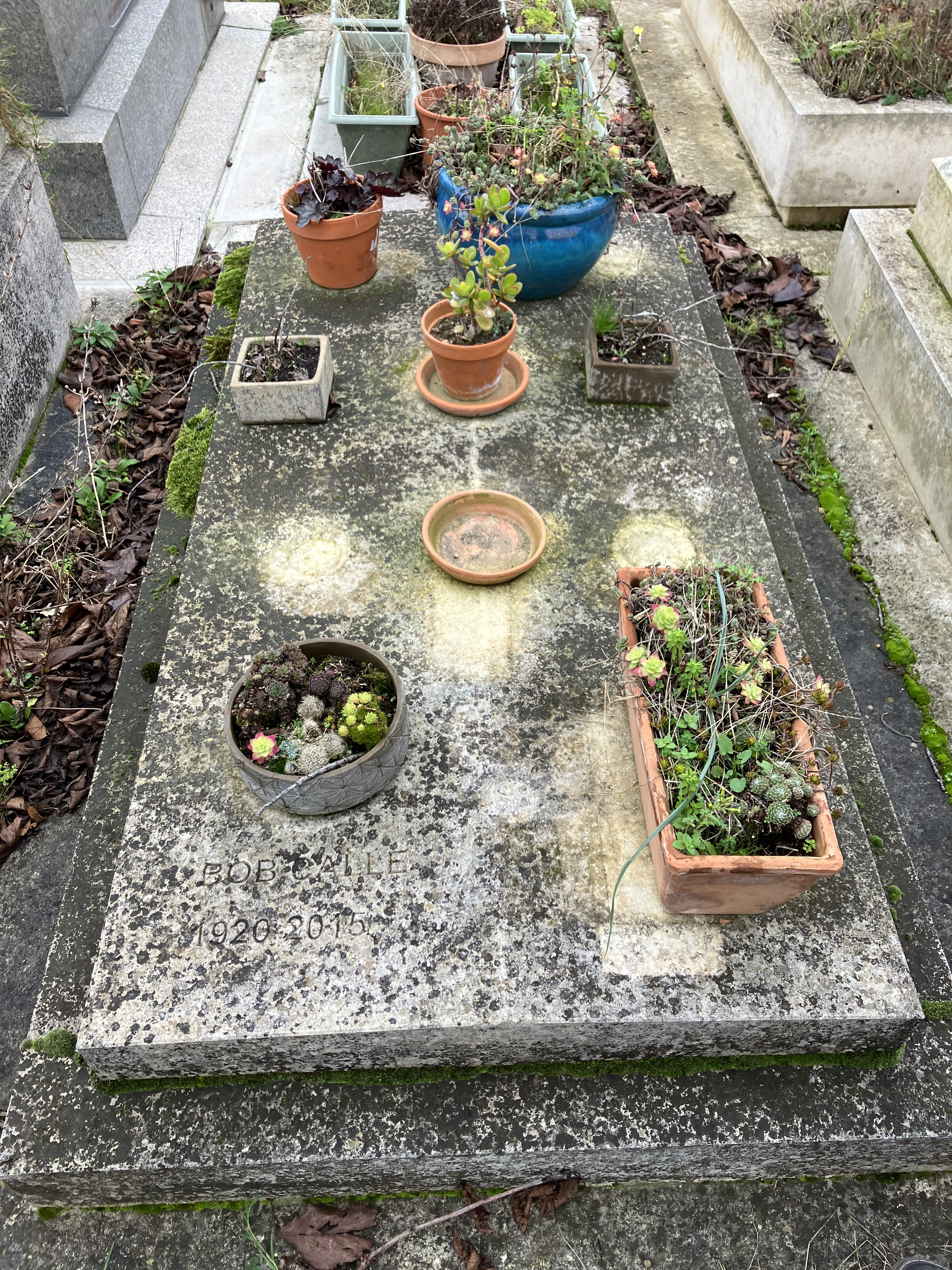
Tombe de Robert Calle.

Il meurt le 6 avril 2015 à Paris. Il est inhumé au cimetière du Montparnasse (Paris). 

## Hommage
Le prix Bob Calle du livre d'artiste, fondé en 2017, est nommé en son honneur.

## Publications
- Jean-Charles Blais, œuvres 1985-1987, éditions Musée national d'art moderne, 1987  (ISBN 2-85850-385-0)
- Richard Baquié, avec Olivier Kaeppelin et Jean-Marc Ferrari, éditions Carré d'art, 1990  (ISBN 290765005X)
- Nicola De Maria, Testa Orfica, éditions Carré d'art, 1990
- Christian Boltanski - livre d'artiste , éditions 591, 2008  (ISBN 978-2-918074-00-7)
- Archives, Christian Boltanski 01 (catalogue raisonné de l'œuvre - tome I), éditions 591, 2009